# Liste der Bodendenkmale in Idstedt
In der Liste der Bodendenkmale in Idstedt sind die Bodendenkmale der Gemeinde Idstedt nach dem Stand der Bodendenkmalliste des Archäologischen Landesamts Schleswig-Holstein von 2016 aufgelistet. Die Baudenkmale sind in der Liste der Kulturdenkmale in Idstedt aufgeführt.
| Denkmal-ID           | Befundart               | Bezeichnung                         | Zeitstellung                 | Lage | Bemerkungen                                            | Bild |
| -------------------- | ----------------------- | ----------------------------------- | ---------------------------- | ---- | ------------------------------------------------------ | ---- |
| aKD-ALSH-Nr. 003 802 | Grabmal > Grabhügel     | Grabhügel                           | Vor- und/oder Frühgeschichte |      |                                                        |      |
| aKD-ALSH-Nr. 003 803 | Grabmal > Grabhügel     | Grabhügel                           | Vor- und/oder Frühgeschichte |      |                                                        |      |
| aKD-ALSH-Nr. 003 804 | Grabmal > Grabhügel     | Grabhügel                           | Vor- und/oder Frühgeschichte |      |                                                        |      |
| aKD-ALSH-Nr. 003 805 | Grabmal > Grabhügel     | Grabhügel                           | Vor- und/oder Frühgeschichte |      |                                                        |      |
| aKD-ALSH-Nr. 003 806 | Grabmal > Großsteingrab | Steinkammer „Idstedter Räuberhöhle“ | Neolithikum                  |      |                                                        |      |
| aKD-ALSH-Nr. 003 807 | Grabmal > Langbett      | Langbett/Steinreihe                 | Neolithikum                  |      |                                                        |      |
| aKD-ALSH-Nr. 003 808 | Grabmal > Langbett      | Langbett/Steinreihe                 | Neolithikum                  |      |                                                        |      |
| aKD-ALSH-Nr. 003 809 | Grabmal > Langbett      | Langbett/Steinreihe                 | Neolithikum                  |      |                                                        |      |
| aKD-ALSH-Nr. 003 810 | Grabmal > Kriegsgrab    | Kriegsgrab                          | Neuzeit                      |      | Soldatengrab aus der Zeit der Deutsch-Dänischen Kriege |      |
| aKD-ALSH-Nr. 003 811 | Grabmal > Kriegsgrab    | Kriegsgrab                          | Neuzeit                      |      | Gedenkstein                                            |      |
| aKD-ALSH-Nr. 003 812 | Grabmal > Kriegsgrab    | Kriegsgrab                          | Neuzeit                      |      | Soldatengrab aus der Zeit der Deutsch-Dänischen Kriege |      |
| aKD-ALSH-Nr. 003 813 | Grabmal > Kriegsgrab    | Kriegsgrab                          | Neuzeit                      |      | Soldatengrab aus der Zeit der Deutsch-Dänischen Kriege |      |
| aKD-ALSH-Nr. 003 814 | Grabmal > Kriegsgrab    | Kriegsgrab                          | Neuzeit                      |      | Gedenkstein                                            |      |